# کوه کینگ (بریتیش کلمبیا)
کوه کینگ (به انگلیسی: Mount King) یک کوه در کانادا است که در بریتیش کلمبیا واقع شده‌است. کوه کینگ ۲٬۸۶۸ متر بالاتر از سطح دریا واقع شده‌است.